# Balanyny
Balanyny (ucraniano: Баланини) es una localidad del Raión de Ivanivka en el óblast de Odesa del sur de Ucrania. Según el censo de 2001, su población era de 219 personas.